# Campeonato da Europa de Atletismo de 2022 - 100 m com barreiras feminino
A prova dos 100 metros com barreiras feminino do Campeonato da Europa de Atletismo de 2022 foi disputada nos dias 20 e 21 de agosto de 2022, no Estádio Olímpico de Munique, em Munique na Alemanha. 

## Recordes
Antes desta competição, os recordes mundiais e do campeonato nesta prova eram os seguintes:
|                       | Nome             | Nacionalidade | Tempo  | Local        | Data                 |
| --------------------- | ---------------- | ------------- | ------ | ------------ | -------------------- |
| Recorde mundial       | Tobi Amusan      | Nigéria       | 12s 12 | Eugene       | 24 de julho de 2022  |
| Recorde europeu       | Yordanka Donkova | Bulgária      | 12s 21 | Stara Zagora | 20 de agosto de 1988 |
| Recorde do campeonato | Yordanka Donkova | Bulgária      | 12s 38 | Estugarda    | 29 de agosto de 1986 |

## Medalhistas
| Ouro                   | Prata            | Bronze                 |
| Pia Skrzyszowska (POL) | Luca Kozák (HUN) | Ditaji Kambundji (SUI) |

## Cronograma
Todos os horários são locais (UTC+2).
| Data         | Hora  | Evento    |
| ------------ | ----- | --------- |
| 20 de agosto | 20:43 | Bateria   |
| 21 de agosto | 19:10 | Semifinal |
| 21 de agosto | 20:45 | Final     |

## Resultados

### Bateria
Qualificação: 3 atletas de cada bateria (Q) mais os 3 melhores qualificados (q). Os 12 atletas mais bem posicionados se classificaram diretamente para as semifinais.
Vento: 
Bateria 1: -0.5 m/s, Bateria 2: -0.7 m/s, Bateria 3: -0.5 m/s
| Posição | Bateria | Raia | Atleta                 | Nacionalidade | Tempo | Notas  |
| ------- | ------- | ---- | ---------------------- | ------------- | ----- | ------ |
| 1       | 3       | 2    | Elisa Maria Di Lazzaro | Itália        | 13.11 | Q      |
| 2       | 2       | 4    | Anne Zagré             | Bélgica       | 13.12 | Q      |
| 3       | 3       | 4    | Viktória Forster       | Eslováquia    | 13.19 | Q      |
| 4       | 2       | 7    | Maayke Tjin-A-Lim      | Países Baixos | 13.26 | Q      |
| 4       | 3       | 3    | Xènia Benach           | Espanha       | 13.26 | Q      |
| 6       | 1       | 5    | Jessica Hunter         | Reino Unido   | 13.27 | Q      |
| 7       | 3       | 8    | Olimpia Barbosa        | Portugal      | 13.29 | q      |
| 8       | 1       | 2    | Laura Valette          | França        | 13.30 | Q      |
| 9       | 2       | 6    | Elisavet Pesiridou     | Grécia        | 13.33 | Q      |
| 10      | 3       | 5    | Noemi Zbären           | Suíça         | 13.34 | q      |
| 11      | 3       | 1    | Victoria Rausch        | Luxemburgo    | 13.37 | q      |
| 12      | 2       | 2    | Monika Zapalska        | Alemanha      | 13.39 |        |
| 13      | 1       | 8    | Klaudia Wojtunik       | Polónia       | 13.40 | Q      |
| 14      | 2       | 5    | Mathilde Heltbech      | Dinamarca     | 13.41 |        |
| 15      | 2       | 3    | Nicla Mosetti          | Itália        | 13.49 |        |
| 16      | 3       | 6    | Ivana Lončarek         | Croácia       | 13.50 |        |
| 17      | 1       | 7    | Helena Jiranová        | Chéquia       | 13.50 |        |
| 18      | 1       | 3    | Natalia Christofi      | Chipre        | 13.53 |        |
| 19      | 2       | 8    | Anja Lukić             | Sérvia        | 13.63 |        |
| 20      | 1       | 4    | Anna Plotitsyna        | Ucrânia       | 13.66 |        |
| 21      | 1       | 1    | Joni Tomičič Prezelj   | Eslovênia     | 13.68 |        |
| 22      | 3       | 7    | Andrea Rooth           | Noruega       | DSQ   | TR16.8 |
| 23      | 1       | 6    | Luminosa Bogliolo      | Itália        | DNS   | DNS    |

### Semifinal
Qualificação: 2 atletas de cada bateria (Q) mais os 2 melhores qualificados (q). Os 12 mais bem classificados se juntaram aos 12 atletas classificados na fase anterior.
Vento: 
Bateria 1: 0.0 m/s, Bateria 2: +0.3 m/s, Bateria 3: +0.1 m/s
| Posição | Bateria | Raia | Atleta                 | Nacionalidade | Tempo | Notas                |
| ------- | ------- | ---- | ---------------------- | ------------- | ----- | -------------------- |
| 1       | 3       | 5    | Cindy Sember           | Reino Unido   | 12.62 | Q                    |
| 2       | 2       | 5    | Pia Skrzyszowska       | Polónia       | 12.66 | Q                    |
| 3       | 2       | 4    | Luca Kozák             | Hungria       | 12.69 | Q,                   |
| 4       | 1       | 5    | Nadine Visser          | Países Baixos | 12.74 | Q                    |
| 5       | 1       | 4    | Ditaji Kambundji       | Suíça         | 12.78 | Q                    |
| 6       | 2       | 3    | Sarah Lavin            | Irlanda       | 12.79 | q,                   |
| 7       | 3       | 4    | Cyréna Samba-Mayela    | França        | 12.82 | Q                    |
| 8       | 1       | 6    | Mette Graversgaard     | Dinamarca     | 12.87 | q                    |
| 9       | 3       | 3    | Reetta Hurske          | Finlândia     | 12.95 |                      |
| 10      | 1       | 3    | Klaudia Siciarz        | Polónia       | 13.00 |                      |
| 11      | 3       | 1    | Klaudia Wojtunik       | Polónia       | 13.03 | Recorde da temporada |
| 12      | 1       | 8    | Elisa Maria Di Lazzaro | Itália        | 13.11 |                      |
| 13      | 3       | 6    | Anne Zagré             | Bélgica       | 13.12 |                      |
| 14      | 2       | 8    | Noemi Zbären           | Suíça         | 13.15 |                      |
| 15      | 2       | 6    | Laëticia Bapté         | França        | 13.16 |                      |
| 16      | 3       | 7    | Xènia Benach           | Espanha       | 13.18 |                      |
| 17      | 1       | 2    | Elisavet Pesiridou     | Grécia        | 13.19 |                      |
| 18      | 1       | 7    | Laura Valette          | França        | 13.20 |                      |
| 19      | 2       | 7    | Maayke Tjin-A-Lim      | Países Baixos | 13.21 |                      |
| 20      | 2       | 1    | Victoria Rausch        | Luxemburgo    | 13.33 |                      |
| 21      | 3       | 8    | Zoë Sedney             | Países Baixos | 13.42 |                      |
| 22      | 2       | 2    | Jessica Hunter         | Reino Unido   | 13.43 |                      |
| 23      | 1       | 1    | Viktória Forster       | Eslováquia    | 13.50 |                      |
| 24      | 3       | 2    | Olimpia Barbosa        | Portugal      | 13.57 |                      |

### Final
A final ocorreu no dia 21 de agosto às 20:45.
Vento: -0.1 m/s
| Posição           | Raia | Atleta              | Nacionalidade | Tempo | Notas |
| ----------------- | ---- | ------------------- | ------------- | ----- | ----- |
| Medalha de ouro   | 6    | Pia Skrzyszowska    | Polónia       | 12.53 |       |
| Medalha de prata  | 5    | Luca Kozák          | Hungria       | 12.69 | =     |
| Medalha de bronze | 8    | Ditaji Kambundji    | Suíça         | 12.74 |       |
| 4                 | 4    | Nadine Visser       | Países Baixos | 12.75 |       |
| 5                 | 1    | Sarah Lavin         | Irlanda       | 12.86 |       |
| 6                 | 2    | Mette Graversgaard  | Dinamarca     | 12.99 |       |
| 7                 | 7    | Cyréna Samba-Mayela | França        | 13.05 |       |
| 8                 | 3    | Cindy Sember        | Reino Unido   | 13.16 |       |

Legenda
| Recorde mundial       | Recorde mundial (World record)               |                       | Recorde africano                      | Recorde africano (African) |                                           | Q | Classificado por posição (Qualified) |
| Recorde do campeonato | Recorde do campeonato (Championship record)  | Recorde da América    | Recorde da América (Americas)         | q                          | Classificado por melhor tempo (Qualified) |   |                                      |
| Melhor marca do ano   | Melhor marca do ano (World leading)          | Recorde asiático      | Recorde asiático (Asian)              | DNS                        | Não largou (Did not start)                |   |                                      |
| Recorde nacional      | Recorde nacional (National record)           | Recorde europeu       | Recorde europeu (European)            | DNF                        | Não terminou (Did not finish)             |   |                                      |
| Recorde pessoal       | Recorde pessoal do atleta (Personal best)    | Recorde da Oceania    | Recorde da Oceania (Oceania)          | DSQ / DQ                   | Desclassificado (Disqualified)            |   |                                      |
| Recorde da temporada  | Recorde da temporada do atleta (Season best) | Recorde sul-americano | Recorde sul-americano (South America) | NM                         | Sem marca (No mark)                       |   |                                      |